# Žirovnice (přítok Nežárky)
Žirovnice (Žirovnička) je řeka v Jihočeském kraji, jedna ze zdrojnic Nežárky. Délka toku činí 29,3 km. Plocha povodí měří 128,5 km².

## Průběh toku
Pramení na Českomoravské vrchovině, v Peleckém polesí, 1 km severovýchodně od vesnice Pelec, v nadmořské výšce 661 m. Její tok směřuje k jihozápadu, protéká Častrovem, Žirovnicí, Vlčetínem, Bednárečkem, Kamenným Malíkovem, Bednárcem. U Jarošova nad Nežárkou se stéká s Kamenicí a vytváří tak Nežárku. Na Žirovnici je celá řada rybníků: Pstruhovec, Mlýnský rybník, Votrubů rybník, Hájkovský rybník, Ježkovský rybník, Valcha a další.

### Větší přítoky
- levé – Barborský potok, Ctibořský potok, Počátecký potok
- pravé – Brodek

## Vodní režim
Průměrný průtok u ústí činí 1,03 m³/s.